# Dmitrij Sarsiembajew
Dmitrij Witaljewicz Sarsiembajew (ros. Дмитрий Витальевич Сарсембаев; ur. 29 listopada 1997 w Tasztagole) – rosyjski snowboardzista, specjalizujący się w konkurencjach równoległych.

## Kariera
Po raz pierwszy na arenie międzynarodowej pojawił się 31 sierpnia 2012 roku w Moskwie, gdzie zajął 27. miejsce w slalomie równoległym (PSL). Podczas rozgrywanych trzy lata później mistrzostw świata juniorów w Yabuli zajął trzecie w gigancie równoległym (PGS). W tej samej konkurencji zdobył też złote medale na mistrzostwach świata juniorów w Rogli w 2016 roku i mistrzostwach świata juniorów w Klínovcu rok później.
W zawodach Pucharu Świata zadebiutował 23 stycznia 2016 roku w miejscowości Rogli, zajmując 26. miejsce w gigancie równoległym. Nigdy nie stanął na podium indywidualnych zawodów tego cyklu.
Podczas igrzysk olimpijskich w Pjongczangu w 2018 roku zajął czternaste miejsce w gigancie równoległym. Był też między innymi czwarty w slalomie równoległym na mistrzostwach świata w Park City w 2019 roku.

## Osiągnięcia

### Igrzyska olimpijskie
| Miejsce | Dzień     | Rok  | Miejscowość | Konkurencja       | Zwycięzca       |
| ------- | --------- | ---- | ----------- | ----------------- | --------------- |
| 14.     | 24 lutego | 2018 | Pjongczang  | Gigant równoległy | Nevin Galmarini |

### Mistrzostwa świata
| Miejsce | Dzień    | Rok  | Miejscowość   | Konkurencja       | Zwycięzca          |
| ------- | -------- | ---- | ------------- | ----------------- | ------------------ |
| 32.     | 16 marca | 2017 | Sierra Nevada | Gigant równoległy | Andreas Prommegger |
| 21.     | 4 lutego | 2019 | Park City     | Gigant równoległy | Dmitrij Łoginow    |
| 4.      | 5 lutego | 2019 | Park City     | Slalom równoległy | Dmitrij Łoginow    |
| 14.     | 2 marca  | 2021 | Rogla         | Slalom równoległy | Benjamin Karl      |

### Puchar Świata

#### Miejsca w klasyfikacji generalnej PAR
- sezon 2015/2016: 51.
- sezon 2016/2017: 22.
- sezon 2017/2018: 10.
- sezon 2018/2019: 20.
- sezon 2019/2020: 19.
- sezon 2020/2021: 21.
- sezon 2021/2022:

#### Miejsca na podium w zawodach
Sarsiembajew nie stanął na podium zawodów PŚ.